# Volkseigener Betrieb

Logotipo completo do VEB.

Volkseigener Betrieb (VEB, alemão, em português, literalmente: empresa de propriedade do povo) foi uma forma jurídica de empresas de serviços e indústrias da Alemanha Oriental. Um Volkseigener Betrieb foi patrimônio do Estado.
Resultado da economia planificada depois da Segunda Guerra Mundial, as empresas VEB surgiram depois da desapropriação e nacionalização de empresas privadas e formaram as unidades básicas produtivas da Economia da Alemanha Oriental. 
As empresas VEB foram organizadas em agrupamentos do mesmo ramo (chamados Vereinigung Volkseigener Betriebe, união de empresas VEB), mas tarde, no final dos anos 60, em Kombinate. Um exemplo de um Combinat é a Industrieverband Fahrzeugbau ("União Industrial para construção de veículos").
Muitas vezes um nome honorífico foi acrescentado ao nome da empresa, como (por exemplo) a empresa VEB Lokomotivbau Elektrotechnische Werke (LEW) "Hans Beimler".
Depois da Unificação da Alemanha cerca de 8.000 empresas VEB e Kombinate foram dissolvidas ou privatizadas pela Treuhandanstalt, uma organização fiduciária estatal, encarregada em administrar as empresas VEB e o patrimônio pertinente.